# مارک دین (شناگر)
مارک دین (به انگلیسی: Mark Dean) (زادهٔ ۱۳ اکتبر ۱۹۶۷) شناگر اهل ایالات متحده آمریکا است.